# 八戸市立白銀南小学校
八戸市立白銀南小学校（はちのへしりつ しろがねみなみしょうがっこう）は、青森県八戸市大久保にある市立小学校。2024年（令和6年）4月1日時点の児童数は412名。

## 概要
- 1988年（昭和63年）に開校した市立小学校。

## 沿革
- 1988年（昭和63年）
  - 4月1日 - 白銀小学校と白鷗小学校から分離して開校。
  - 4月5日 - 開校式挙行。
- 1989年（平成元年）3月11日 - 校歌制定。
- 1994年（平成6年）12月28日 - 21時19分頃に発生した三陸はるか沖地震により、体育館鉄骨破損。
- 1997年（平成9年）11月5日 - 創立10周年記念式典挙行し、祝賀会開催。
- 1998年（平成10年）5月12日 - 小中連携事業開始。
- 2007年（平成19年）10月26日 - 創立20周年記念式典挙行。
- 2017年（平成29年）11月25日 - 創立30周年記念式典挙行。
- 2020年（令和2年） - トイレ更新工事が完了。

## 周辺
- 八戸市立白銀南中学校 - 敷地が隣接。また、主な進学先でもある。
- 白銀南公民館
- 白銀台三丁目公園

## アクセス
- 「白銀台西口」バス停下車後、徒歩約590m・約9分。
  - 八戸市営バス「F1」・「F4」・「3」の各系統（大杉平・旭ヶ丘方面行）、「M24」・「20」の各系統（岬台団地・鮫方面行）。
  - 南部バス岬台団地⇔ラピア・ピアドゥ線。
  - なお、周辺には、複数のバス停があるが、「白銀台西口」バス停が、距離では一番近い。